# Pierre Nguyễn Văn Nhơn
Pierre Nguyễn Văn Nhơn (ur. 1 kwietnia 1938 w Đà Lạt) – wietnamski duchowny katolicki, arcybiskup senior Hanoi, kardynał.

## Życiorys
Święcenia kapłańskie przyjął 21 grudnia 1967. 

## Episkopat
11 października 1991 Jan Paweł II mianował go biskupem koadiutorem Đà Lạt. Rządy w archidiecezji objął w 1994 gdy jego poprzednik został przeniesiony do diecezji Thanh Hóa.
22 kwietnia 2010 Benedykt XVI mianował go arcybiskupem koadiutorem Hanoi. Kilka dni później 13 maja 2010 papież przyjął rezygnację z urzędu złożoną ze względu na stan zdrowia jego poprzednika abpa Josepha Ngô Quang Kiệta. W tym momencie stał się pełnoprawnym ordynariuszem Hanoi.
4 stycznia 2015 ogłoszony kardynałem przez papieża Franciszka. Insygnia nowej godności odebrał 14 lutego.
17 listopada 2018 papież Franciszek przyjął jego rezygnacje z funkcji arcybiskupa Hanoi.